# Фаучи, Энтони
Энтони Фаучи (англ. Anthony Stephen "Tony" Fauci; род. 24 декабря 1940, Бруклин, Нью-Йорк) — американский учёный-медик, иммунолог и инфекционист. Фаучи с 1982 по 2022 год руководил Национальным институтом изучения аллергических и инфекционных заболеваний в составе Национальных институтов здравоохранения США и в 2020-2021 годах занимал пост главного медицинского советника при президентах США Дональде Трампе и Джо Байдене. Как один из ведущих специалистов по иммунологии, Фаучи входил в число самых цитируемых учёных во всём мире по всему объёму научных публикаций за 1983-2002 годы. 
Фаучи окончил Колледж Святого Креста и получил степень доктора медицины в Корнеллском университете в 1966 году. Он более полувека проработал в структурах Национальных институтов здравоохранения и в качестве медицинского советника сотрудничал со всеми президентами США от Рональда Рейгана до Джо Байдена. На посту главы Национального института изучения аллергических и инфекционных заболеваний Фаучи занимался в первую очередь исследованиями ВИЧ и СПИДа и других заболеваний, связанных с иммунодефицитом — и как глава института, и как учёный-исследователь. 
Во время пандемии COVID-19 в 2020 году Фаучи был назначен президентом Трампом на должность главного медицинского советника президента и возглавлял рабочую группу Белого Дома по борьбе с пандемией. Он занимал такую же должность и руководил аналогичной рабочей группой и при сменившем Трампа президенте Байдене. В конце 2022 года Фаучи покинул свои посты, уйдя на пенсию. Публичная роль Фаучи в период пандемии сделала его мишенью для критики со стороны ковид-диссидентов, теорий заговора и даже угроз убийством. В начале 2025 года Байден, покидая пост президента и уступая его вновь избранному Трампу, объявил Фаучи превентивное помилование — на случай возможного уголовного преследования.
Фаучи является членом Национальной медицинской академии США (1987) и Национальной академии наук США (1992), а также Американского философского общества (2001). В 2008 году за заслуги в работе над американской президентской программой по борьбе со СПИДом он был удостоен Президентской медали Свободы. Помимо этого, Фаучи был награждён Национальной научной медалью (2005), премией Ласкера — Блумберга за государственную службу (2007) и рядом других американских и международных наград. 

## Биография
Родился и вырос в Бруклине в семье фармацевта итальянского происхождения, есть сестра. Учился в иезуитской школе в Манхэттене.
Окончил Колледж Святого Креста — куда поступил в 1958 году — в 1962 году со степенью бакалавра, а степень доктора медицины, став лучшим в своём выпуске, получил в 1966 году в медицинском колледже Корнеллского университета (ныне Weill Cornell Medicine). Окончил двухлетнюю интернатуру в Корнеллском медицинском центре — больнице Нью-Йорка. В 1968 году поступил в Национальные институты здравоохранения США в лабораторию клинических исследований Национального института изучения аллергических и инфекционных заболеваний, с 1974 года — глава её отделения клинической физиологии. С 1980 года по настоящее время возглавляет лабораторию иммунорегуляции этого института и с 1984 года — его директор.
Он стал известен биомедицинскому сообществу благодаря своим исследованиям ВИЧ в начале 1980-х годов, а также получил признание в области ревматологии.
Ему предлагалось возглавить Национальные институты здравоохранения, однако он отказывался.
Более 250 раз он выступал перед Конгрессом.
Принимал личное участие в лечении медсестры Нины Фам, инфицированной вирусом Эболы во время вспышки 2015 года.
Увлекается бегом.
Член Американской академии искусств и наук (1991) и Датской королевской академии наук. Член Совета Национальной медицинской академии США. Член Американской коллегии врачей, American Society for Clinical Investigation, Association of American Physicians, IDSA, Американской ассоциации иммунологов (с 1973), American Academy of Allergy, Asthma, and Immunology. Редактор Справочника Харрисона по внутренним болезням и член редколлегий многих научных журналов. Автор и редактор более тысячи научных публикаций, ряда влиятельных учебников.
Фаучи наиболее известен исследованиями в области ВИЧ и СПИДа, как и туберкулёза и малярии, а также вирусов Зика и Эбола, пандемического гриппа и др..
Получивший признание в ревматологии, Энтони Фаучи сосредоточился на исследованиях СПИДа, став 10-м по числу цитирований его работ исследователем по ВИЧ/СПИДу в мире за период 1996—2006 годов.
Стал одним из главных разработчиков принятого в 2003 году «Президентского плана помощи в отношении СПИД», сохранившего миллионы жизней. В 1995 году ISI указал его 5-м по известности учёным в мире за период 1981—1994 годов, а в 2003 году — 13-м, за период 1983—2002 годов. В 2015 году он — 14-й по цитируемости исследователь всех времён согласно показателям Google Scholar citations. В 2015 году вошёл в число ста самых влиятельных людей в области здравоохранения по версии журнала Modern Healthcare и в том же году был избран № 1 в Medicine Maker Power List, а журнал Fortune назвал его в числе 50 величайших мировых лидеров (World’s 50 Greatest Leaders).

## Признание и награды
- 1979 — Arthur S. Flemming Award[англ.][26]
- 1989 — Maxwell Finland Award[англ.], National Foundation for Infectious Diseases (второй удостоенный — после C. Everett Koop[англ.])
- 1995 — Ernst Jung Prize[англ.]
- 1998 — Lectureship Award, American Association for Clinical Chemistry[англ.][16]
- 1999 — Robert J. and Claire Pasarow Foundation Medical Research Award[англ.]
- 2000 — Public Service Award Американской ассоциации иммунологов
- 2001 — Frank Annunzio Award in the Humanitarian Field, Christopher Columbus Fellowship Foundation
- 2002 — Премия медицинского центра Олбани
- 2005 — Медаль Блеза Паскаля[нем.]
- 2005 — Lifetime Achievement Award Американской ассоциации иммунологов
- 2005 — Национальная научная медаль, США
- 2006 — Richmond Awards for Their Lifelong Efforts at Protecting Health, высшее отличие Harvard School of Public Health, Гарвардский университет[27]
- 2007 — George M. Kober Medal[нем.], высшее отличие Association of American Physicians[англ.][23]
- 2007 — Премия Ласкера — Блумберга за государственную службу[англ.]
- 2008 — Президентская медаль Свободы
- 2010 — Премия Пола Янссена за биомедицинское исследование[англ.], Johnson & Johnson
- 2013 — Медаль Роберта Коха
- 2013 — Prince Mahidol Award[англ.] (по медицине)
- 2014 — Вашингтонец года по версии Washingtonian (magazine)[англ.]
- 2015 — Sons of Italy Foundation Special Recognition Award for Science and MedicineExternal Web Site Policy
- 2015 — Lifetime Achievement Award for Scientific Contributions and Public Service, Institute of Human Virology
- 2015 — Centennial C.-E.A. Winslow Medal, Yale School of Public Health
- 2015 — AID for AIDS «My Hero» Award
- 2016 — John Dirks Canada Gairdner Global Health Award[англ.]
- 2016 — Mendel Medal, Университет Вилланова[28]
- 2016 — International AIDS Society[англ.] (Женева, Швейцария) President’s Award
- 2017 — Maryland Tech Council’s Lifetime Achievement Award
- 2017 — Legacy Award, Research!America[22][18]
- John Maddox Prize[англ.] (2020)
- AAAS Philip Hauge Abelson Prize[англ.] (2021)
- Public Welfare Medal (2021)
- Премия Дэна Дэвида (2021)
- Гуманист года (Американская гуманистическая ассоциация, 2021)

Удостоен более 40 почётных докторских степеней университетов США и зарубежных; среди присудивших — Университет штата Огайо (2016), Siena College.